# Косью (приток Лемъю)
Косью (устар. Косъю) — река в России, протекает в округе Вуктыл и Сосногорском районе Республики Коми. Устье реки находится в 76 км по левому берегу реки Лемъю. Длина реки составляет 59 км, площадь водосборного бассейна 200 км².

## Бассейн
- Васька-Пасашор (лв)
- 23 км: Ыджыдъёль (лв)
  - Лекъёль (лв)
  - Седъёль (лв)
- 28 км: Дзёлякосью (пр)[4]
  - Гырдъёль (пр)
- 30 км: Ичестъёль (лв)
- 34 км: Кыкъёль (в верховье Кыкъёль-Восточный) (лв)
  - 3 км: Кыкъёль-Западный (пр)
- 48 км: река без названия (пр)

## Этимология гидронима
Косъю — «Сухая река» на коми от кос — «сухой» и ю — «река».

## Данные водного реестра
По данным государственного водного реестра России относится к Двинско-Печорскому бассейновому округу, водохозяйственный участок реки — Печора от водомерного поста у посёлка Шердино до впадения реки Уса, речной подбассейн реки — бассейны притоков Печоры до впадения Усы. Речной бассейн реки — Печора.
Код объекта в государственном водном реестре — 03050100212103000061258.